# 達赫拉克群島

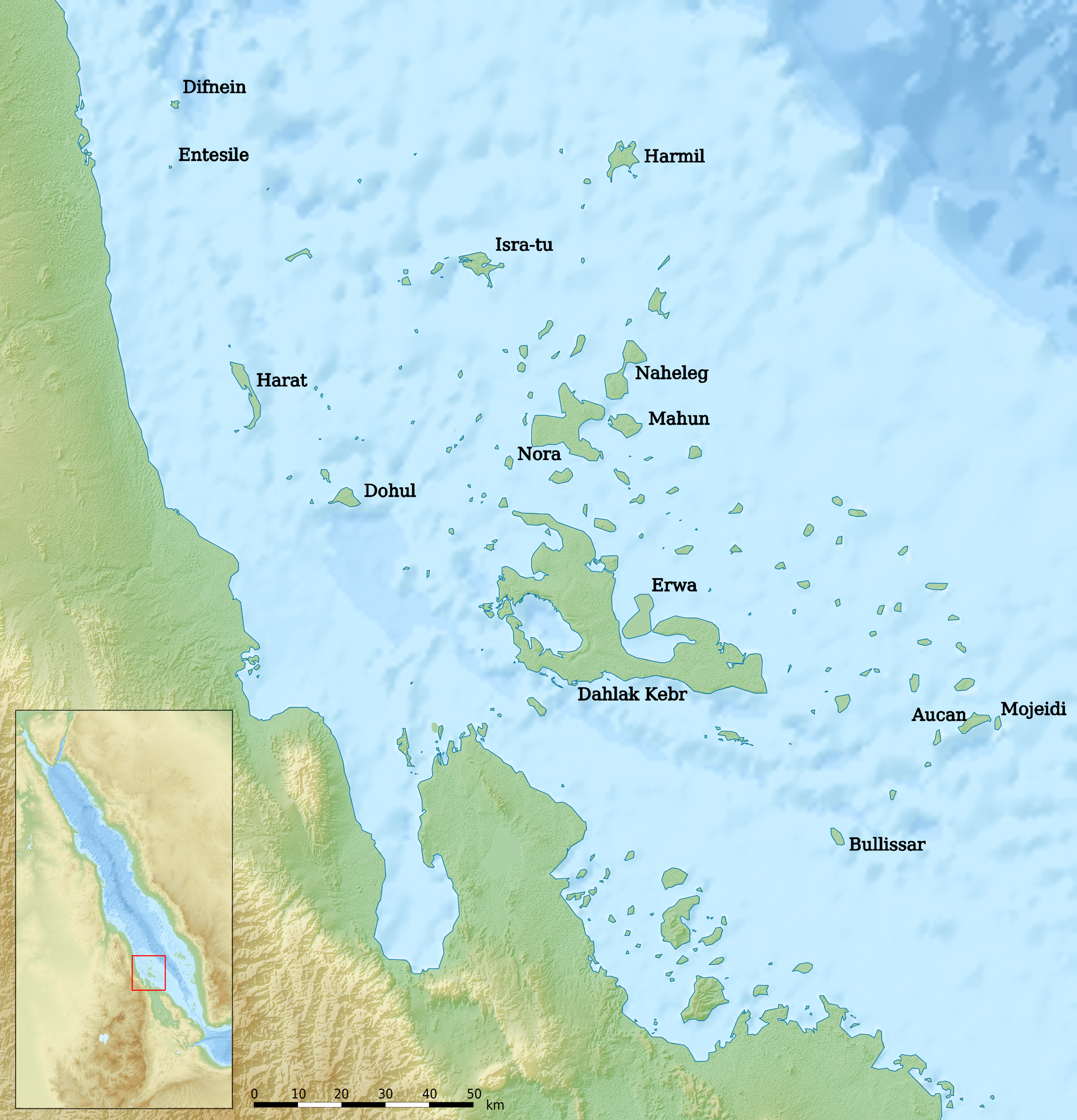
达赫拉克群岛

達赫拉克群島是非洲東北部國家厄立特里亞的群島，位於馬薩瓦附近的紅海，由兩個大島和124個小島組成，總面積估計約1,165平方公里，該群島盛產珍珠。群岛中最大的岛屿为大达赫拉克岛。该群岛居民最初为讲提格雷语的提格雷人，后来在群岛上形成了包括提格雷人、阿拉伯人、阿法尔人、索马里人、苏丹人等等形成的混合族群，产生了一种与提格雷语接近但几乎不能互通的语言，被称作达哈利克语。有达赫拉克海洋国家公园。

## 历史

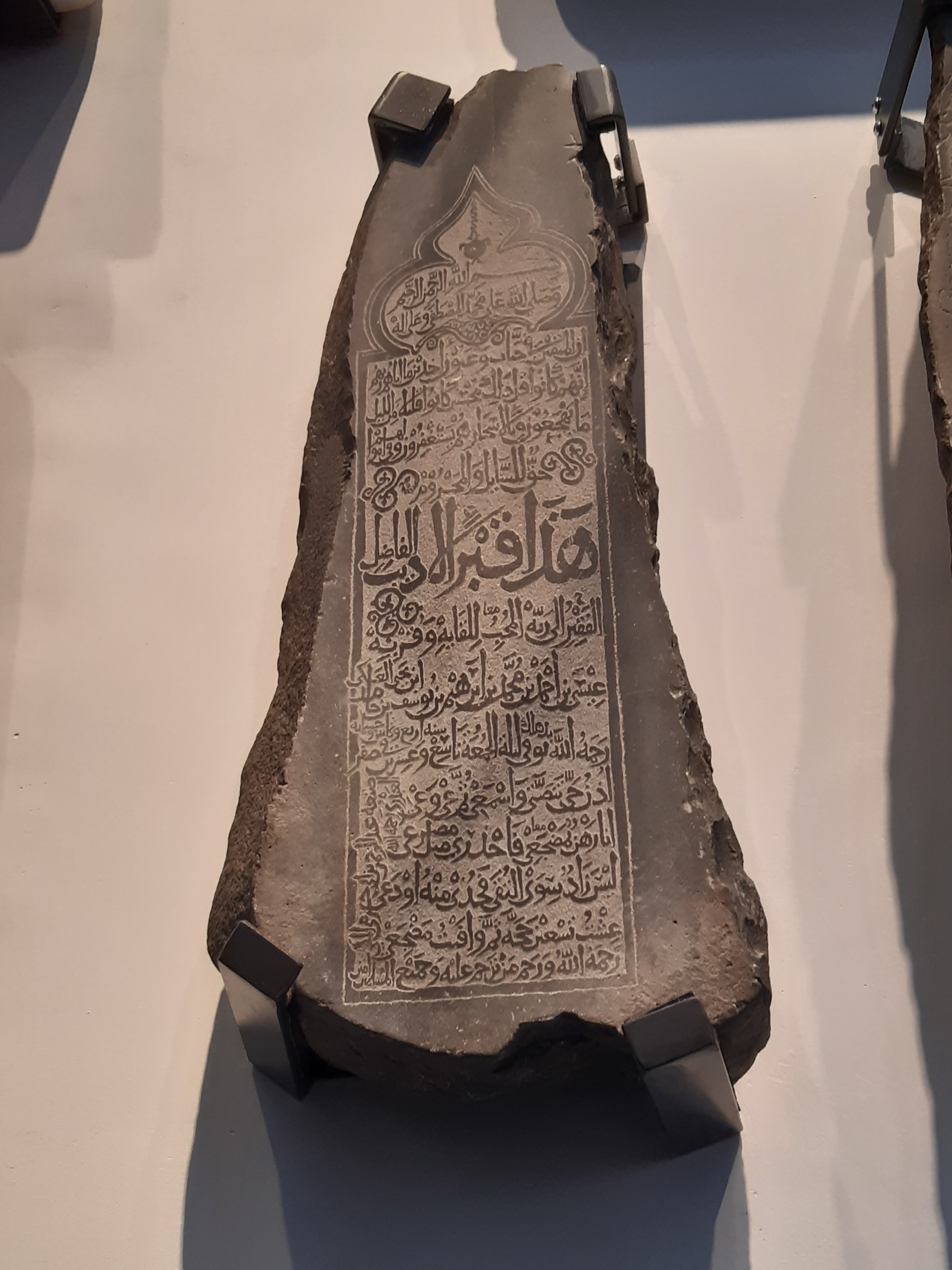
达赫拉克发现的墓碑，公元13世纪初，现藏大英博物馆

6世纪时，大达赫拉克岛为穆斯林所占领，在倭玛亚王朝和阿拔斯王朝时期被作为流放地使用。如倭玛亚王朝的著名诗人阿赫瓦斯·安萨里就曾被哈里发苏莱曼流放至此。
9世纪时，群岛为也门的齐亚德王朝统治。可能在12世纪时，群岛成为了独立的埃米尔国，并因红海贸易而富饶，有时也受到埃塞俄比亚或也门的间接或直接的统治。有时也与马穆鲁克苏丹国结盟。
15世纪时成为奥斯曼帝国的附属。16世纪时葡萄牙曾两次进攻该地。但最终还是属于奥斯曼帝国的哈贝什省管辖。
1885年为意大利殖民，意大利将总督府设置于群岛中的诺克拉岛。意大利殖民政府在此设置了诺克拉监狱，用来关押政治犯。
1952年归埃塞俄比亚。埃塞俄比亚的德尔格政权与苏联结盟，因此该群岛一度成为了苏联海军基地。1990年，埃塞俄比亚丧失了对达赫拉克群岛及厄立特里亚北部海岸的控制权，群岛落入厄立特里亚人民解放阵线控制。1993年厄立特里亚独立为国际社会所承认，达赫拉克群岛成为了厄立特里亚的一部分。
15°50′N 40°12′E / 15.833°N 40.200°E
1. ↑  . The British Museum.   [2022-03-13] （英语）.